# Luke Littler
Luke Littler (Runcorn, 21 januari 2007) is een Engelse darter die uitkomt in de PDC. Hij is de jongste speler ooit die een wedstrijd wist te winnen in het WDF World Darts Championship en in het PDC World Darts Championship. Hij is ook de jongste speler ooit die de finale van het PDC World Darts Championship bereikte, de jongste speler die een seniorentitel won bij de PDC en de jongste wereldkampioen ooit. Als 17-jarige debutant won Littler in 2024 de Premier League, waarmee hij de jongste winnaar van een hoofdtoernooi bij de PDC werd. Als 17-jarige won hij ook op 3 januari 2025 de finale van het PDC World Darts Championship 2025, waarmee hij de jongste PDC-wereldkampioen ooit werd. Littler is de enige darter die zowel het JDC World Darts Championship, het PDC World Youth Championship als het PDC World Darts Championship wist te winnen.

## Carrière
Littler baarde op jonge leeftijd opzien met hoge gemiddeldes en haalde zo ook al vroeg jeugdtitels binnen. In 2019 won hij de England Youth Grand Prix en de Isle of Man Masters-jeugdcompetitie, waar hij zijn titel in 2020 kon verdedigen. Tijdens de JDC-tour van 2020 won hij twee titels. Littler won in september 2021 de jeugdtitel op het England Open en eindigde als tweede op de Britse Vijfkamp.
In november 2021 won Littler zijn eerste seniorentitel op het Irish Open door Barry Copeland met 6-2 in legs te verslaan, en kwalificeerde zich daarmee op veertienjarige leeftijd voor het WDF World Darts Championship 2022. Eind november, tijdens het JDC MVG Masters-toernooi, gooide hij een negendarter.
Littler won eind januari 2022 de JDC Super 16 in Milton Keynes en versloeg Eleanor Cairns in de finale. In maart 2022 won hij de jeugdcompetitie op het Isle of Man Open en ging door naar de finale van de Isle of Man Classic. Op het WDF World Darts Championship 2022 begon Littler als een geplaatste speler in de tweede ronde en won hij zijn eerste wedstrijd tegen Ben Hazel met 3-2 in sets. Hij werd toen met 0-3 in sets verslagen door Richard Veenstra.
Tijdens het warming-uptoernooi van het Welsh Open haalde hij een gemiddelde van 121,86 in een van zijn wedstrijden. Een dag later won hij nog een toernooi voor volwassenen in zijn carrière. In juni 2022 won hij ook de Romanian Classic en versloeg Jelle Klaasen in de finale met 5-1 in legs. Op de WDF Europe Cup Youth 2022 won hij de gouden medaille in drie herencompetities (enkelspel, koppel en overall). Zijn opmerkelijke prestatie was het verslaan van Archie Self in de finale van de singles-competitie met 6-1 in legs. In de koppelcompetitie verloor hij samen met Archie Self in de halve finale met 1-4 in legs van Thomas Banks en Charlie Manby.
Eind september 2022 werd hij door de nationale federatie geselecteerd om deel te nemen aan de WDF Europe Cup 2022. Op de tweede dag van het toernooi bereikte hij de kwartfinales van de koppelcompetitie waar hij samen met James Hurrell speelde. Ze verloren van Sam Cankett en Nick Kenny uit Wales met 1-4 in legs. Op de derde dag van het toernooi schoof hij door naar de kwartfinales van de singles-competitie en verloor hij van Andy Baetens met 4-5 in legs. In de teamcompetitie won hij de gouden medaille. In het puntenklassement droeg hij als vertegenwoordiger van Engeland ook bij aan het winnen van een gouden medaille.
Littler won eind december 2022 het JDC World Darts Championship 2022 in Londen en versloeg Harry Gregory met 5-0 in legs.
In mei 2023 won Littler de 3e serie van de MODUS Super Series en versloeg Jacob Taylor met 4-1 in de finale. In september van dat jaar won Littler bij de WDF zowel het British Open als de British Classic. In de finale van het British Open versloeg hij Peter Jacques met 5-2, waar Littler in de finale van de British Classic met 5-0 te sterk was voor Carl Wilkinson.
Door Gian van Veen met 6-4 te verslaan in de finale van het PDC World Youth Championship kroonde Littler zich op 26 november 2023 tot wereldkampioen bij de jeugd.

### 2024: Doorbraak
Littler, die toen plek 164 bekleedde op de PDC Order of Merit, was met een leeftijd van zestien jaar de jongste deelnemer van het PDC World Darts Championship 2024. Door in de eerste ronde te winnen van Christian Kist werd Littler de op een na jongste winnaar ooit van een WK-wedstrijd. Zijn gemiddelde van 106,12 in die wedstrijd was het hoogste van een debutant op het WK. Door later ook Andrew Gilding, Matt Campbell, Raymond van Barneveld, Brendan Dolan en Rob Cross te verslaan, werd Littler de jongste speler ooit die op het wereldkampioenschap de finale haalde. Luke Humphries passeerde de Engelsman met 7-4 en greep de wereldtitel. Zijn run naar de finale deed Littler 133 plekken stijgen op de wereldranglijst, naar plek 31.
Enkele dagen na de finale werd Littler de eerste darter met een miljoen volgers op Instagram. Ook was de Engelsman een van de acht spelers die geselecteerd werd voor de Premier League of Darts.
Op 19 januari 2024 wist Littler als jongste darter ooit een PDC-titel bij de senioren te winnen door Michael van Gerwen met 8-5 in legs te verslaan in de finale van de Bahrain Darts Masters. Eerder versloeg hij al Man Lok Leung, waarna hij met onder meer een 9-darter Nathan Aspinall passeerde in de kwartfinale. Daarop ging hij langs Gerwyn Price in de halve finale met onder andere een maximale finish van 170. Een week later bereikte hij ook de finale van de Dutch Darts Masters. Opnieuw trof hij Van Gerwen, die ditmaal wel te sterk was.
Ook op 8 februari bleek Van Gerwen net een maatje te groot, ditmaal op avond 2 van de Premier League. Littler moest in de finale, die met een uitslag van 6-5 eindigde in het voordeel van de Nederlander, nipt het hoofd buigen.
Enkele dagen later, op 12 februari, pakte de Engelsman bij zijn debuut op de Players Championships meteen de toernooizege, met een uitslag van 8-7 in de finale tegen Ryan Searle. Op weg naar die finale gooide hij een 9-darter tegen de Italiaan Michele Turetta. De drie daaropvolgende vloertoernooien behaalde Littler hoogstens de kwartfinales.
Op het eerste hoofdtoernooi van 2024, het UK Open, dat plaatsvond van 1 tot en met 3 maart, strandde het schip in de kwartfinales, doordat Damon Heta met 10-8 te sterk was. In de voorgaande rondes boekte Littler zegens op achtereenvolgend James Wade, Martin Schindler en Dave Chisnall.
Later die maand veroverde Littler bij zijn debuut op de Euro Tour de titel op het Belgian Darts Open in Wieze. In de finale versloeg hij Rob Cross met een uitslag van 8-7. In die finale gooide hij bovendien een 9-darter, wat reeds zijn derde was van het seizoen. In april won Littler een tweede titel op de European Tour door op het Austrian Darts Open in de finale Joe Cullen te passeren.
In de Premier League werd de debuterende Littler eerste na zestien speelavonden, waardoor hij naar de play-offs mocht. In de halve finale passeerde de dan 17-jarige Michael Smith, waarna hij in de finale met 11-7 te sterk bleek voor Luke Humphries. Zo won hij zijn eerste grote televisietoernooi. In de finale gooide hij een 9-darter. Littler werd zo de jongste darter ooit die een major won bij de PDC. Met de winst was een prijs van 275.000 pond gemoeid.
Door langs Adam Gawlas, Peter Wright en Michael Smith te gaan op de Poland Darts Masters in juni, plaatste Littler zich voor de finale, waarin hij met 8-3 voorbijging aan Rob Cross en zijn tweede World Series-titel greep.
Op Players Championship 15, dat plaatsvond op 31 juli 2024, ging Littler in de finale met een uitslag van 8-6 voorbij aan Wessel Nijman.
In AFAS Live te Amsterdam passeerde Littler tijdens de World Series of Darts Finals Ross Smith, Raymond van Barneveld, Chris Dobey en Michael van Gerwen voor een finaleplek. Ten koste van Michael Smith greep de Engelsman vervolgens zijn tweede grote tv-titel. Twee dagen later schreef de darter ook Players Championship 20 op zijn naam, door Stephen Bunting met 8-7 te passeren in de finale.
In november schreef Littler de Grand Slam of Darts op zijn naam. Hij versloeg Keane Barry, Dimitri Van den Bergh en Lourence Ilagan in de groepsfase, waarna hij Mike De Decker en Jermaine Wattimena passeerde in de knock-outfase om naar de halve finale te gaan. Daarin ging hij met een uitslag van 16-15 nipt langs Gary Anderson. In de finale was de Engelsman met 16-3 te sterk voor Martin Lukeman. Beide finalisten debuteerden op dit toernooi. Littlers moyenne kwam in geen van de wedstrijden onder de honderd en tijdens het toernooi miste de dan 17-jarige twee keer de dubbel voor een negendarter. In totaal gooide Littler tijdens het toernooi zestig maal de maximale score van 180. Daarmee verbrak hij Adrian Lewis’ record van meeste 180'ers op de Grand Slam. Lewis gooide er 52 in 2013. De £150.000,- die met de winst gemoeid was, deed Littler stijgen tot de vijfde plek op de PDC Order of Merit. Ditmaal telde het prijzengeld mee voor de wereldranglijst, wat bij de Premier League en World Series Finals niet het geval was. Nog diezelfde maand haalde Littler ook de finale van de Players Championship Finals.

### 2025: Jongste wereldkampioen ooit
Op het PDC World Darts Championship 2025, dat plaatsvond van 15 december 2024 tot en met 3 januari 2025, was Littler als vierde geplaatst. Hij versloeg Ryan Meikle, Ian White, Ryan Joyce, Nathan Aspinall en Stephen Bunting om voor het tweede jaar op rij de finale van het WK te bereiken. Hierbij liet hij vier gemiddelden boven de honderd noteren. In de finale kwam hij uit tegen Michael van Gerwen. Hij won met een uitslag van 7-3 in sets van de Nederlander en liet een gemiddelde van 102,73 noteren. Littler werd met zijn leeftijd van 17 jaar de jongste wereldkampioen darts ooit. Met de winst was £500.000 aan prijzengeld gemoeid, wat Littler deed stijgen tot de tweede plek van de PDC Order of Merit.
Het hoofdtoernooi dat volgde op het wereldkampioenschap was de Winmau World Masters. Littler versloeg hierop Andy Baetens en James Wade. In de kwartfinale zorgde Jonny Clayton voor zijn uitschakeling.
Op het UK Open passeerde Littler Peter Wright, Jermaine Wattimena, Krzysztof Ratajski, Gian van Veen en Jonny Clayton om de finale te bereiken. Tegen Van Veen liet hij een gemiddelde van 107,30 noteren en tegen Clayton een moyenne van 106,62. In de finale ging de Engelsman met een uitslag van 11-2 en gemiddelde van 101,51 langs drievoudig UK Open-winnaar James Wade.
In maart verdedigde Littler zijn titel op het Belgian Darts Open met succes. In de finale won hij van Mike De Decker. Enkele dagen later gooide hij in de kwartfinale van Players Championship 5 een gemiddelde van 122,96. Op dit toernooi gooide hij ook een 9-darter.
Tijdens de Premier League was Littler titelverdediger. Hij won zes van de zestien speelronden en ging als hoogstgeplaatste speler de play-offs in. In de halve finale daarvan versloeg hij Gerwyn Price met een uitslag van 10-7, waarna hij in de finale, net als tijdens de editie van 2024, Luke Humphries trof. Ditmaal won Humphries.
In juni kende koning Charles een koninklijke onderscheiding toe aan Littler, die daardoor de titel MBE mag voeren. Op de World Cup of Darts, waarop Littler debuteerde, kwam hij uit voor Engeland met Luke Humphries. Ze vormden het hoogstgeplaatste koppel en werden in de ronde van de laatste zestien uitgeschakeld door het als zevende geplaatste duo uit Duitsland.
Op de World Matchplay schakelde Littler Ryan Searle, Jermaine Wattimena, Andrew Gilding en Josh Rock uit om de finale te halen. Tegen Rock, die op een 141-finish stond, gooide hij een negendarter. Deze leg werd door diverse media omschreven als statistisch gezien de beste ooit. In de finale trof hij James Wade, net zoals in de finale van het UK Open. Wade stond aanvankelijk 5-0 voor, maar uiteindelijk won Littler met een uitslag van 18-13. Wade liet een moyenne van 101,54 noteren, terwijl Littler 107,24 gemiddeld gooide. Tijdens het gehele toernooi gooide Littler 64 keer een 180-score, wat meer was dan Adrian Lewis' oude Matchplay-record van 56 stuks. Enkel Phil Taylor, Michael van Gerwen, Gary Anderson en Luke Humphries wonnen eerder de Premier League, het wereldkampioenschap én de World Matchplay, die samen ook wel de Triple Crown worden genoemd. Littler was achttien jaar toen hij de Matchplay won en daarmee de jongste speler ooit met de Triple Crown op zijn palmares.
In augustus won Littler de Australian Darts Masters, onderdeel van de World Series. Hij versloeg Haupai Puha, Damon Heta, Stephen Bunting en Mike De Decker. Diezelfde maand won hij ook het daaropvolgende World Series-toernooi, de New Zealand Darts Masters. De finale bereikte hij door Mark Cleaver, Mike De Decker en Gerwyn Price te verslaan. In de finale ging hij met een gemiddelde van 115,02 en uitslag van 8-4 voorbij aan verdedigend kampioen Luke Humphries.

## Resultaten op wereldkampioenschappen

### WDF
- 2022: Laatste 16 (verloren van Richard Veenstra met 0-3)

### JDC
- 2022: Winnaar (gewonnen in de finale van Harry Gregory met 5-0)
- 2023: Winnaar (gewonnen in de finale van Álmos Kovács met 5-3)

### PDC World Youth Championship
- 2023: Winnaar (gewonnen in de finale van Gian van Veen met 6-4)

### PDC
- 2024: Runner-up (verloren van Luke Humphries met 4-7)
- 2025:  Winnaar (gewonnen in de finale van Michael van Gerwen met 7-3)

## Resultaten op de World Matchplay
- 2024: Laatste 32 (verloren van Michael van Gerwen met 6-10)
- 2025: Winnaar (gewonnen in de finale van James Wade met 18-13)

## Gespeelde finales hoofdtoernooien

### PDC
| Resultaat | Nr. | Jaar | Kampioenschap                | Tegenstander       | Score   | Variant |
| Runner-up | 1.  | 2024 | PDC World Darts Championship | Luke Humphries     | 4 – 7   | Sets    |
| Winnaar   | 1.  | 2024 | Premier League Darts         | Luke Humphries     | 11 – 7  | Legs    |
| Winnaar   | 2.  | 2024 | World Series of Darts Finals | Michael Smith      | 11 – 4  | Legs    |
| Winnaar   | 3.  | 2024 | Grand Slam of Darts          | Martin Lukeman     | 16 – 3  | Legs    |
| Runner-up | 2.  | 2024 | Players Championship Finals  | Luke Humphries     | 7 – 11  | Legs    |
| Winnaar   | 4.  | 2025 | PDC World Darts Championship | Michael van Gerwen | 7 – 3   | Sets    |
| Winnaar   | 5.  | 2025 | UK Open                      | James Wade         | 11 – 2  | Legs    |
| Runner-up | 3.  | 2025 | Premier League Darts         | Luke Humphries     | 8 – 11  | Legs    |
| Winnaar   | 6.  | 2025 | World Matchplay              | James Wade         | 18 – 13 | Legs    |

- Wedstrijden worden beslist bij gewonnen legs of sets.